# Câmpuri de Sus
Câmpuri de Sus – wieś w Rumunii, w okręgu Hunedoara, w gminie Gurasada. W 2011 roku liczyła 79 mieszkańców.